# 阮福綿客
阮福綿客（越南语：／，1835年5月6日—1858年12月9日），越南阮朝明命帝第六十九子，生母貴人杜氏心。
明命十六年四月初九日（1835年5月6日），阮福綿客在順化皇城出生。嗣德五年（1852年）二月，受封為保安郡公（越南语：／）。嗣德十一年十一月初五日（1858年12月9日），阮福綿客去世，壽二十四歲，賜諡溫敏。葬於承天府香水縣居正總楊春下社，因二子皆早卒，嗣德二十年（1867年）列祀展親祠，咸宜元年（1885年）秋，改祀親勳祠。後在香茶縣富春總春陽社建祠祭祀。

## 子女
阮福綿客有2子2女，都早卒。後裔按御賜皿字部起名。曾孫“寶”字輩起改用至字部起名。
成泰二年（1890年），阮福綿客同母姐沛恩公主阮玉良貞奏請，以同母弟建豐郡公阮福綿𡧽第五子阮福洪𤾫過繼給阮福綿客為嗣，改名阮福洪益，襲封畿外侯。
- 孫阮福膺盂
- 孫阮福膺盥
- 孫阮福膺盤
- 孫阮福膺盎
- 曾孫阮福寶臶
- 曾孫阮福寶至
- 曾孫阮福寶臺
- 曾孫阮福寶致
- 曾孫阮福寶臵
- 曾孫阮福寶臹